# 米爾恰大公鄉 (康斯坦察縣)
44°16′39″N 28°10′18″E / 44.27750°N 28.17167°E
米爾恰大公鄉（羅馬尼亞語：Comuna Mircea Vodă, Constanța），是羅馬尼亞的鄉份，位於該國西南部，由康斯坦察縣負責管轄，面積71平方公里，海拔高度84米，2007年人口4,829，人口密度每平方公里68人。